# Mori Naoki
Naoki Mori (sinh ngày 5 tháng 5 năm 1972) là một cầu thủ bóng đá người Nhật Bản.

## Sự nghiệp câu lạc bộ
Naoki Mori đã từng chơi cho Nagoya Grampus Eight và Vissel Kobe.